# Раклица (вилает Лозенград)
Раклица (на турски: Eriklice, Ерикличе) е село в Източна Тракия, Турция, Околия Лозенград, Вилает Лозенград.

## География
Селото се намира на 5 километра западно от вилаетския център Лозенград (Къркларели).

## История
В 19 век Раклица е българско село в Лозенградска кааза на Одринския вилает на Османската империя. Според „Етнография на вилаетите Адрианопол, Монастир и Салоника“, издадена в Константинопол в 1878 година и отразяваща статистиката на населението от 1873 Раклица (Raklitza) е село със 75 домакинства и 382 жители българи. В българското училище в Раклица преподава революционерът Никола Долапчиев.
Според статистиката на професор Любомир Милетич в 1912 година в Раклица живеят 77 български екзархийски семейства или 305 души.
При избухването на Балканската война в 1912 година трима души от Раклица са доброволци в Македоно-одринското опълчение.
Българското население на Раклица се изселва след Междусъюзническата война в 1913 година. От тях 63 семейства (245 души) се заселват в Бургаска околия и 8 семейства (39 души) в Къзълагачка (Елховска).

## Личности
Родени в Раклица
- Парашкев Иванов, македоно-одрински опълченец, 2 рота на 8 костурска дружина[6]
- Станко Г. Митров, македоно-одрински опълченец, 2 рота на 8 костурска дружина, носител на орден „За храброст“ IV степен[7]
- Стоил (Стойко) Койчев, македоно-одрински опълченец, 1 рота на 8 костурска дружина, носител на орден „За храброст“ IV степен[8]